# 赵良口
趙良（?—?），广东新会人，宋朝宗室后裔。至元二十年（1283年）三月，原南宋琼州知州林获次子林桂芳与趙良、趙良骢兄弟在泷水县罗旁起义，抗元复宋。号称罗平国，改元延康。不久被元军镇压，林桂芳等人被杀，起义失败。